# Furacão Darby (2016)
O Furacão Darby foi um forte ciclone tropical que afetou o Havaí como uma tempestade tropical. A quinta tempestade nomeada da movimentada temporada de furacões do Pacífico de 2016, Darby se originou de uma área de baixa pressão que se desenvolveu no poço do Pacífico Oriental a sudoeste do México durante o mês de julho de 2016. Ganhou organização suficiente para ser declarada depressão tropical em 11 de julho, e foi atualizado para Tempestade Tropical Darby no dia seguinte. Seguiu-se uma intensificação posterior, e Darby se tornou um furacão em 13 de julho. Durante os três dias seguintes, Darby lentamente fortaleceu-se para o status de Categoria 3 na escala Saffir-Simpson, tornando-se um grande furacão. As águas frias e o ar seco fizeram com que Darby enfraquecesse nos três dias seguintes, embora Darby tenha conseguido se fortalecer ligeiramente em 21 de julho antes de enfraquecer novamente conforme a tempestade se aproximava do Havaí. Pouco depois da meia-noite de 24 de julho (UTC; 2:00 pm em 23 de julho HST), Darby atingiu a Ilha Grande e enfraqueceu em uma baixa remanescente dois dias depois.
Darby foi a segunda tempestade tropical a atingir o Havaí em dois anos. Antes do desembarque, alertas e avisos de tempestade tropical foram emitidos para todo o Havaí, e só foram descontinuados depois que Darby enfraqueceu para uma depressão tropical em 25 de julho. Durante o período de 23 a 25 de julho, Darby trouxe chuvas fortes e inundações generalizadas para os lados de barlavento das ilhas havaianas, com chuvas totais superiores a 130 mm (5 in) na Ilha Grande e 180 mm (7 in) em Oahu. Isso resultou em alguns fechamentos de estradas, vazamentos de esgoto, vários cancelamentos de voos e pequenos danos materiais. No geral, nenhuma morte ocorreu durante a passagem de Darby.

## História meteorológica
Nas primeiras duas semanas de julho, uma série de áreas de baixa pressão se formou na costa do México. O quarto deles foi gerado por uma onda tropical várias centenas de quilómetros ao sul-sudeste de Acapulco, México, observada pela primeira vez pelo Centro Nacional de Furacões (NHC) em 9 de julho. Em meio a condições favoráveis, a convecção associada à baixa desenvolveu-se e aumentou a organização, e uma depressão tropical formada na tarde de 11 de julho centrado a 470 km (290 mi) ao sul-sudoeste de Manzanillo, México. Apesar de se mover sobre temperaturas da superfície do mar de pelo menos {{cvt|82|F|C|order=flip, o vento nordeste moderado atrapalhou o desenvolvimento; no entanto, a depressão logo obteve organização suficiente para ser elevada a tempestade tropical e receber o nome de Darby. Em 13 de julho, o cisalhamento diminuiu e, como resultado, Darby começou a se intensificar rapidamente, transformando-se em um furacão 30 horas depois de se tornar uma tempestade tropical. Naquela época, Darby estava localizado a cerca de 570 milhas (920 km) ao sul-sudoeste da ponta sul da Península de Baja California.
Seguindo continuamente na direção oeste-noroeste ao longo da periferia sul de uma cordilheira subtropical, Darby continuou a se intensificar, embora em um ritmo mais lento devido à sua proximidade com o ar seco. Em 15 de julho, Darby se tornou uma furacão categoria 2 na escala de vento do furacão Saffir – Simpson. Apesar da diminuição da temperatura do oceano, Darby se intensificou ainda mais para atingir ventos de 169 km/h (105 mph). O fortalecimento não era mais esperado, já que Darby ultrapassou as temperaturas do mar de menos de 79 ° F (26 ° C), mas em 16 de julho, Darby conseguiu desenvolver uma estrutura anular. A convecção tornou-se mais simétrica, as bandas de chuva externas se dissiparam e o olho de 40 km (25 mi) tornou-se cada vez mais bem definido. Darby atingiu o pico de intensidade como um furacão de categoria 3 com ventos de 190 km/h (120 mph) e uma pressão mínima de 958 mbar (hPa; 28,29 inHg). No entanto, doze horas depois, Darby enfraqueceu conforme a convecção se deteriorou de volta a uma furacão de categoria 2.  Embutido no ar frio que se afunda e movendo-se sobre as temperaturas decrescentes da superfície do mar, Darby começou uma tendência de enfraquecimento gradual, degradando-se a uma furacão de categoria 1 em 18 de julho. Apesar do aquecimento do topo das nuvens, Darby exibiu uma circulação bem definida e um olho irregular, permanecendo um furacão mínimo pelo resto do dia. No entanto, Darby finalmente enfraqueceu para uma tempestade tropical em 19 de julho. Darby continuou a se degradar ao cruzar 140 ° W no Pacífico Central e entrar na jurisdição do Centro de Furacões do Pacífico Central (CPHC) em 20 de julho com ventos de 97 km/h (60 mph).
Logo depois, Darby virou para oeste-sudoeste enquanto continuava a enfraquecer, mas o cisalhamento diminuiu ligeiramente em 21 de julho, permitindo que Darby se fortaleça aos ventos de 105 km/h (65 mph). O adiamento foi de curta duração, no entanto, já que uma baixa de nível superior se aproximando mais uma vez aumentou o cisalhamento sobre o sistema no dia seguinte. Darby começou a fazer uma curva de volta para o oeste em 23 de julho à medida que se aproximava de um ponto fraco na já mencionada crista subtropical, o tempo todo enfraquecendo lentamente. Logo depois da meia-noite UTC em 24 de julho (2:00 PM HST em 23 de julho), Darby atingiu a Ilha Grande, perto da vila de Pahala, no distrito de Kaʻū, com ventos de 64 km/h (40 mph). Isso marcou uma das seis ocorrências de um ciclone tropical de intensidade de tempestade tropical ou superior, atingindo uma das principais ilhas do estado do Havaí desde o início da manutenção de registos em 1949. Os outros foram uma tempestade tropical sem nome em 1958, o furacão Dot em 1959, o furacão Iniki em 1992, a tempestade tropical Iselle em 2014 e a tempestade tropical Olivia em 2018. Depois de cruzar a Ilha Grande, Darby começou a acelerar seriamente para o noroeste enquanto se mantinha como uma tempestade tropical mínima. Em 25 de julho, Darby enfraqueceu em uma depressão, e degenerou em uma baixa remanescente no dia seguinte 265 mi (425 km) oeste-noroeste de Honolulu.

## Preparações e impacto
Enquanto Darby se aproximava do Havaí em 21 de julho, um alerta de tempestade tropical foi emitido para o condado de Hawaii e o condado de Maui. Estes foram modificados para avisos de tempestade tropical ao meio-dia do dia seguinte. Um alerta de tempestade tropical foi emitido para Oahu no final de 22 de julho enquanto Darby continuava a se mover para mais perto do Havaí, e foi modificado para um aviso de tempestade tropical na manhã seguinte. Eventualmente, depois que Darby atingiu o continente no distrito de Ka'ū na tarde de 23 de julho, o aviso de tempestade tropical foi estendido a todas as ilhas do estado do Havaí. As vigílias e avisos foram gradualmente interrompidos conforme Darby enfraqueceu e se afastou das ilhas, sem nenhum remanescente em 25 de julho.
Antes da tempestade, o governador do Havaí, David Ige, declarou estado de emergência, pedindo às pessoas que "sigam as instruções de emergência, preparem-se para a tempestade e tomem medidas para proteger as suas famílias, funcionários e propriedade". Os voos de ida e volta para a região foram atrasados ou cancelados; A Island Air, a American Airlines, a Delta Air Lines, a Hawaiian Airlines e a United Airlines dispensaram as taxas de alteração para os clientes afetados. A Oahu Hawaiian Canoe Racing Association cancelou seu campeonato que deveria ser realizado em 24 de julho. Os campus das escolas Kamehameha no Havaí e Maui foram fechados no fim de semana, e os eventos desportivos que deveriam ser realizados lá foram cancelados ou adiados.  No condado de Havaí e em Oahu, todos os parques estaduais e acampamentos estiveram fechados até 25 de julho; em vez disso, os condados de Maui e Kauai sofreram fechamentos parciais.
Apesar de não ser atingida por uma tempestade com nome há décadas, a Ilha Grande foi atingida diretamente duas vezes quase no local exato, em um período de três anos com a tempestade tropical Iselle fazendo landfall 23 meses antes de Darby. Chuvas fortes ocorreram ao longo das encostas a barlavento na faixa de 130–200 mm (5–8 in), com pico em 188 mm (7.41 in) perto do pântano Kawai Nui. Inundações repentinas ocorreram nos distritos de South Kohala, Kau e Hamakua, que forçaram o fechamento de várias estradas. No entanto, Hilo, localizado entre esses distritos fortemente afetados, registou uma chuva relativamente modesta de 1,77 polegadas em 23 e 24 de julho. Depois de passar pela Ilha Grande, Darby prosseguiu para o noroeste através do Canal de Kauai, resultando em fortes chuvas na encosta sul de Haleakalā em Maui. Essas chuvas forçaram o fechamento da Rodovia 11, bem como partes da Interestadual H-1 e da Rodovia Kamehameha. Em toda a ilha, um pico de precipitação total de 24 horas, 216 mm (8.51 in), foi medido em Wailuaiki. Em Oahu, chuvas, às vezes a taxas de 76 to 102 mm (3 to 4 in) por hora, causou inundações repentinas em várias áreas dentro do núcleo urbano de Honolulu e ao longo das encostas a barlavento. Um riacho em Kalihi inundou várias propriedades e transbordou de uma ponte localizada mais a jusante. Vários derramamentos de esgoto ocorreram em Oahu devido à forte chuva, incluindo 42.000 galões (160.000 litros) na Estação de Tratamento de Águas Residuais de Kailua e 4.100 galões (15.500 litros) de uma residência privada na Rua Liliha. Isso resultou na emissão de um aviso de água castanha. Ao todo, o pico da tempestade atinge Oahu durante a noite de 24 de julho excedeu 180 mm (7 in), incluindo 270 mm (10.8 in) em Kaneohe. Em todo o estado do Havaí, não houve perda de vidas durante a passagem da tempestade tropical Darby, e no geral as ilhas sofreram apenas impactos mínimos da tempestade.